# Hispano-Suiza E-30
El Hispano-Suiza E-30, más tarde renombrado Hispano E-30, fue un avión de entrenamiento militar producido en España en la década de 1930 por la firma Hispano-Suiza en sus talleres de Guadalajara. La Hispano recibió pedidos tanto de la Aviación Militar como de la Aeronáutica Naval.

## Diseño y desarrollo
Fue diseñado para sustituir a los venerables Avro 504 y Airco DH.9 y servir junto a los nuevos cazas Nieuport 52. La designación provenía de Escuela (E) y el año en que se diseñó (1930). El entrenador E-30 era un biplaza en tándem, monoplano de alas en parasol, tren de aterrizaje fijo y de robusta estructura, propulsado por un motor radial Hispano-Suiza 9Qa de 220 hp (licencia Wright), carenado con un capó de escasa cuerda. El E-30 tenía una característica poco usual en los aviones de la época, pues tenía una rueda de cola en lugar del más habitual patín. La producción totalizó 25 ejemplares, de los que 7 sirvieron en la Aeronáutica Naval. En misiones de entrenamiento de tiro incorporaba una ametralladora fija y dos móviles en la cabina trasera. 

## Historia operacional
Algunos ejemplares fueron utilizados en el frente de Aragón y Andalucía por las FARE, en operaciones de ataque al suelo y observación, durante los primeros días de la guerra civil española, hasta la llegada de material más moderno y apto para las misiones de combate. Al final de la guerra, trece aparatos fueron capturados por los Nacionales, sirviendo brevemente en la Aviación Nacional, y luego, en 1939, con el recién formado Ejército del Aire hasta 1945. Un ejemplar permanecía en la Academia de Aviación en León en 1950.
Desde 1945, las aeronaves del Ejército del Aire se habían designado según su misión. Bajo este sistema, el E-30 fue designado EE.2 inicialmente, como entrenador básico, y luego E.2, como entrenador.

## Variantes
E-30 H
Primer prototipo, propulsado por un motor V-8 Hispano-Suiza 8Ab de 134 kW (180 hp).
E-30
Segundo prototipo y aviones de serie, propulsado el primero por un motor radial Hispano-Wright 9Qa, y los segundos, por un Hispano-Wright 9 Qd, de 9 cilindros.
E-303
Propuesta versión de combate, muy modificada, armada y con un motor radial de dos filas Hispano-Suiza 14AA de 745 kW (1000 hp). No construida.

## Operadores
España
- Aviación militar: 18 unidades
- Marina de Guerra de la República Española (Aeronáutica Naval): 7 unidades

 España
- Ejército del Aire

## Especificaciones (E-30)
Referencia datos: Lage, Aviones Militares Españoles

### Características generales
- Tripulación: Dos (instructor y alumno)
- Longitud: 8 m (26,1 ft)
- Envergadura: 12 m (39,4 ft)
- Altura: 3,5 m (11,6 ft)
- Superficie alar: 22,5 m² (241,9 ft²)
- Peso vacío: 916 kg (2018,9 lb)
- Peso cargado: 1350 kg (2975,4 lb)
- Planta motriz: 1× motor radial de 9 cilindros refrigerado por aire Hispano-Wright 9 Qd.
  - Potencia: 186 kW (256 HP; 253 CV)
- Hélices: Bipala de madera de paso fijo

### Rendimiento
- Velocidad nunca excedida (Vne): 225 km/h (140 MPH; 121 kt)
- Velocidad de entrada en pérdida (Vs): 90 km/h (56 MPH; 49 kt)
- Techo de vuelo: 6500 m (21 325 ft)

## Aeronaves relacionadas

### Desarrollos relacionados
- Hispano E-34

### Secuencias de designación
- Secuencia Numérica (Aeronaves del Ejército del Aire español, 1939-1945): ← 29 - 30 (I) - 30 (II) - 30 (III) - 30 (IV) - 30 (V) - 30 (VI) →
- Secuencia EE._ (Entrenadores Elementales del Ejército del Aire, 1945-1954): EE.1 (I) - EE.1 (II) - EE.2 - EE.3 - EE.4 - EE.5 →